# يوهانس كرايدل
يوهانس كرايدل (بالألمانية: Johannes Kreidl)‏ (7 مارس 1996 بالنمسا - ) هو لاعب كرة قدم نمساوي في مركز حراسة المرمى. لعب مع كووبيون بالوسيورا ونادي هامبورغ 2 ‏.

## روابط خارجية
- يوهانس كرايدل على موقع الاتحاد الأوربي (الإنجليزية)
- يوهانس كرايدل على موقع قاعدة بيانات كرة القدم.إي يو (الإنجليزية)
- يوهانس كرايدل على موقع Soccerway.com (الإنجليزية)
- يوهانس كرايدل على موقع عالم كرة القدم.نت (الإنجليزية)